# Вратопругасти мунгос
Вратопругасти мунгос (лат. Urva vitticolla, Синоним лат. Herpestes vitticollis)) је врста сисара из реда звери и породице мунгоси (Herpestidae), припада роду Urva. Распострањен је у шумама и шикарама по јужној Индији и Шри Ланки. Своје име дугује упадљивим тамним пругама на врату.
Раније је класификован заједно са другим врстама рода Urva у род Herpestes, међутим, ДНК тестови су открили да ове врсте чине независан род и заједничку грану са родовима Atilax и Xenogale.

## Таксономија
Врсту је први описао у складу са правилима биномне номенклатуре 1835. године британски зоолог Едвард Тарнер Бенет у научном часопису Proceedings of the Zoological Society of London, дајући јој научно име Herpestes vitticollis. Као типски локалитет, Бенет је идентификовао "шуме око 32 км2 у унутрашњости од Колуна или Колам у земљи Траванкор".Подврсту inornata први пут је научно описао 1941. године британски зоолог Реџиналд Инес Покок, указујући на Чигери на северним Канарзима у Индији, као типски локалитет. Издвојене су две подврсте, али постоји потреба за њиховом таксономском ревизијом.

### Подврсте
Постоје две подврсте вратопругастог мунгоса;
- U. v. vitticollis (Bennett, 1835) - Југозападна Индија и Шри Ланка
- U. v. inornatus (Pocock, 1941) - Западна Индија (Карнатака)

## Опис
Вратопругасти мунгос је релативно велики мунгос карактеристичним дугим заштитним длакама и упадљивом црном пругом на врату са обе стране тела. Када потпуно порасту, достижу дужину тела од 46−50 центиметара и дужину репа од око 32 центиметара. У просеку, вратопругасти из континенталне Индије су нешто веће од својих представника из Шри Ланке. Мунгоси са простора Индије теже до 3,4 килограма, а женке до 2,7 килограма. У Шри Ланки максималне тежине су 3,1 килограма (мужјаци) и 1,7 килограм (женке). Боја крзна на глави креће се од гвозденосиве до црвенкастосмеђе, предњи део тела је црвенкастожут са смеђим мрљама, задњи део је више наранџастоцрвен. Доња страна тела је обично жућкаста, ноге су црвенкасто-браон боје, а врх репа је црн. Дорзалне длаке су дугачке, дугачке 50-60 мм. Длака са стране је дужа од 60 мм; црна и сива се смењују са наранџасто-црвеном. Укупна боја репног крзна је наранџастоцрвена, осим црног врха који је дугачак око 9 цм; длака у подножју репа је дуга око 8 цм, али постаје краћа према врху. Лобања је велика, равна и развијена у предњем делу, њушка је уска и дуга, а зуби снажни. Предња и задња шапа имају по пет прстију.  Код подврсте U. v. inornatus недостаје црвена нијанса. Има 40 зуба.
Зубна формула;
{\displaystyle {I3\cdot C1\cdot P4\cdot M2 \over I3\cdot C1\cdot P4\cdot M2}}
- Лобања и зуби мунгоса ракоједа (горе) и вратопругастим мунгосом (доле).
- Врста је добила име по упечатљивој траци на врату

## Распрострањеност и станиште
Вратопругасти мунгос је распрострањен у западним Гатима и на Шри Ланки. Године 1911. једна јединка је примећена на југу Андра Прадеша.. Врста насељава зимзелене и листопадне шуме. Такође се налази у мочварним пределима и дуж река, као и на плантажама и жбуновима. У Шри Ланки се претпоставља да насељава суве шуме на нижим надморским висинама. Врста се ретко виђа у близини насеља или у областима које се интензивно обрађују. Доказана је његова појава у планинама до надморске висине од 2133 метра.
Упркос његовом прилично ограниченом подручју диструбиције, вратопругасти је и даље широко распрострањен и број популације ове врсте је вероватно већи него што се претпоставља. Такође се јавља у различитим заштићеним подручјима. У Индији се ређе среће у северним деловима подручја него на југу. Највећи број јединки живи у Керали, планинама Нилгири и Пални, као и на планинама Меџамалај и Анамалај. У Шри Ланки се и даље чини прилично честим у планинским и брдовитим подручјима. Није неуобичајена његова присутност на југу око реке Меник Ганга (округ Монерагала) и округа Калутара. Међутим, изгледа да се популација вратопругастих мунгоса смањује, посебно на Шри Ланки. Осим што се лови најчешће ради производње крзна и меса, вратопруграсти мунгоси су угрожени пре свега уништавањем његовог природног станишта.

## Начин живота
Мало се зна о начину живота и екологији вратопругастог мунгоса. Чини се да је претежно дневна усамљена животиња. Међутим, понекад се појављују у пару. Једу разне мале сисаре, птице, јаја, гмизавце, инсекте и биљну храну као што је корење. Ракови, жабе и рибе такође могу бити део исхране, јер се мунгоси често примећују како лове ове животиње у близини водених површина. Поред тога, вратопругасти мунгоси такође једу лешеве већих животиња и примећено је да једу јелене (Индијски самбар). Мало се зна о репродуктивном понашању. Његова репродукција је такође мање позната, легло се вероватно састоји од два или три младунчета, који су у почетку након рођења вероватно скривени у скровиштима као што су пукотине у стенама. Забележено је да је један примерак вратопругастог мунгоса у заточеништву живео скоро 13 година.
- Вратопругасти мунгоси понекад се појављују у паровима
- Вратопругасти мунгос на дрвету

## Статус заштите
Популацији вратопругастих мунгоса не прете озбиљне претње. Локално становништва га лови због меса (неколико племена практикује једење меса овог мунгоса) и због крзно(који се користи за прављење четки за бријање). Такође га редовно убијају ловачки пси, као и локално становништво јер често лови живину. Правилност и лакоћа са којом се врста насељава у разним областима, усред или у близини људских насеља, сугерише да ова врста лова на мунгоса не угрожава популацију ове врсте. Губитак природног станишта је потенцијална претња, али је мало вероватно да ће у овом тренутку изазвати значајан пад популације вратопругастог мунгоса. Величина популације се вероватно нагло смањила током главног периода крчења шума у Западним Гатима (пре много деценија), али је стопа крчења шума сада ниска, а врста се често налази не само у деградираним и фрагментираним подручјима шума. Због своје распрострањености и вероватно велике популације, Међународна унија за заштиту природе (IUCN) га класификује као неугрожене врсту.